# Peter Tucholski
Peter Tucholski (* 27. Januar 1946 in Hamburg) ist ein Hamburger Politiker der CDU und ehemaliges Mitglied der Hamburgischen Bürgerschaft.

## Leben und Politik
Tucholski ist Verwaltungsbeamter. Er ist verheiratet und hat zwei Kinder und zwei Enkelkinder.
Er war Vorsitzender des CDU-Kreisverbandes Altona/Elbvororte und musste wegen seiner angeschlagenen Gesundheit diesen Posten Mitte der 1990er Jahre aufgeben. Von 1975 bis 1982 saß er als Abgeordneter in der Bezirksversammlung Hamburg-Altona.
Von Juni 1982 bis Januar 1983 und von September 1983 bis Januar 1995 war er in der Hamburgischen Bürgerschaft vertreten. Dort saß er für seine Fraktion unter anderem im Eingabenausschuss, Sportausschuss und Rechtsausschuss.